# 미국 농구 국가대표팀
미국 농구 국가대표팀(영어: United States national basketball team)은 미국의 농구 국가대표팀으로 세계 농구 국가대표팀 중에서 가장 성공적인 국가대표팀으로 평가받고 있으며 현재 올림픽 농구와 FIBA 농구 월드컵에서 최다 우승을 보유하고 있는 명실상부 최강의 농구 국가대표팀이다. FIBA 세계 랭킹에서도 오랫동안 1위를 유지하고 있다. 전통적으로 아마추어 선수들로 구성되었으나, 1989년 국제 농구 연맹(FIBA)이 규칙을 변경하면서 미국농구협회가 이를 수용하였고 이후 첫 올림픽인 1992년 하계 올림픽에서 마이클 조던을 비롯한 당대 최고의 NBA에서 뛰는 미국 선수들을 선발해 출전시켰다. 이에 그동안 상상만으로만 언급되던 것이 현실이 되면서 '드림 팀'이라는 별명으로 불렸다.

## 선수 명단

### 과거 선수 명단
- 2008년 하계 올림픽: 12개국 중 1위

코비 브라이언트, 르브론 제임스, 제이슨 키드, 드웨인 웨이드, 카멜로 앤서니, 카를로스 부저, 드와이트 하워드, 크리스 보시, 크리스 폴, 테이션 프린스, 마이클 레드, 데론 윌리엄스

## 평가전
| 날짜            | 팀1                            | 스코어    | 팀2                  | 장소            |
| --------------- | ------------------------------ | --------- | -------------------- | --------------- |
| 2024년 7월 10일 | 캐나다 농구 국가대표팀         | 72 - 86   | 미국 농구 국가대표팀 | T-모바일 아레나 |
| 2024년 7월 15일 | 오스트레일리아 농구 국가대표팀 | 92 - 98   | 미국 농구 국가대표팀 | 에티하드 아레나 |
| 2024년 7월 17일 | 세르비아 농구 국가대표팀       | 79 - 105  | 미국 농구 국가대표팀 | 에티하드 아레나 |
| 2024년 7월 20일 | 남수단 농구 국가대표팀         | 100 - 101 | 미국 농구 국가대표팀 | O2 아레나       |
| 2024년 7월 22일 | 독일 농구 국가대표팀           | 88 - 92   | 미국 농구 국가대표팀 | O2 아레나       |

## 같이 보기
- 전미 농구 협회